# پانوشی ویزد
پانوشی ویزد (به چکی: Panoší Újezd) یک منطقهٔ مسکونی در جمهوری چک است که در ناحیه راکوونیک واقع شده‌است.